# Eli Serapió
Eli Serapió (en llatí Aelius Serapion o Sarapion, en grec antic Σεραπίων) va ser un distingit sofista i retòric d'Alexandria del temps d'Hadrià (segle ii). Entre les seves obres s'esmenta un petit treball sobre astrologia. Un epigrama seu consta a l'Antologia grega. Era el pare de Mara Bar Serapió.
El Suides també esmenta algunes de les seves obres:
- Ηερί τῶν ἐω ταἰς μελέταις άμαρτανομένων
- Ἀκροάσεων βιβλίας
- Πανηγνρικὸς ἐ? Ἀδριανῷ τῷ βασιλεῖ
- Βουλευτικὸς Ἀλεξανδρεῦσιν
- Εἰ δικαίως Πλάτων Ὅμηρον ἀπέπεμ?ε τῆς πολιτείας
- Τέχνη ῥητορική